# MWC 349
MWC 349是在天鵝座的一對聯星（可能是三合星）系統。它的特性仍有爭議，它可能是一顆質量巨大、亮度極高的恆星，也可能是一顆非常年輕、亮度較低的赫比格Ae/Be星。 MWC 349也是一顆變星，編號為天鵝座V1478。

## 形狀
MWC 349是一顆Be型恆星，B是它的光譜類型，e表示發射。中 的恆星是MWC 349A，與它的伴星MWC 349B相距2.4角秒，兩者之間只有微弱的交互作用。
雖然這顆特殊的恆星擁有大量不尋常的特徵，但最近的一項研究認為它可能不是一顆赫比格Be星，但依然是一顆高光度藍變星（LBV），絕對星等的範圍在-6.7至-7.3等之間，以及了解甚少的熱光度。它的光度範圍在我們太陽的400,000-630,000倍之間，這顆恆星被星周盤和一個直徑可能有5秒差距大雙極星雲包圍著，很像其它已經發現被包圍著的高光度藍變星，或成為類型候選者的恆星。
MWC 349被一個原行星盤環繞著，其中的物質已經被中心恆星的輻射壓力蒸發，並且可能有第三顆伴星（如果存在），可能的軌道距離是12-13天文單位，繞行主體的公轉週期大約是9年。這顆恆星的發射譜線來自盤面的物質，而不是來自恆星本身。
它也是依顆變星，被標示為天鵝座V1478。MWC 349A也是少數有著強烈電波發射的恆星。它還是唯一知道在太空中有著氫重結合譜線的邁射的例子。它也還是唯一確定有著氫重組紅外線的天然高增益雷射。

## 起源
MWC 349可能是一顆從星雲，大質量的天鵝座OB2星協，彈出的速逃星。這個系統的主要成員，MWC 349A，的質量估計在誕生時是40太陽質量，但是恆星演化使它只剩下25太陽質量，使得這個系統變得不穩定，並且不太能束縛住MWC 349B。

## 註解
1. 1 2 3 4 5 6 7  Gvaramadze et al. (2012) A&A 541, A7
2. ↑  .   [2014-08-10]. （原始内容存档于2020-11-12）.

## 外部連結
- http://www.physics.usyd.edu.au/~gekko/mwc349.html （页面存档备份，存于）
- http://adsabs.harvard.edu/abs/2012A%26A...541A...7G